# Gunong Mantok
Gunong Mantok is een bestuurslaag in het regentschap Aceh Jaya van de provincie Atjeh, Indonesië. Gunong Mantok telt 184 inwoners (volkstelling 2010).